# Наріне Довлатян
Наріне Довлатян (вірм. Նարինե Դովլաթյան; нар. 7 січня 1991, Малішка, Ехегнадзорський район, Вірменська РСР, СРСР) — вірменська джазова співачка і акторка.

## Біографія
Наріне Довлатян народилася в селі Малішка на території Вірменської РСР (нині — Республіка Вірменія), але вже в дев'ятирічному віці для отримання музичної освіти переїхала в Єреван, де закінчила середню школу. З 2000 по 2002 роки навчалася в Державному театрі Пісні Вірменії [hy], після чого вступила до Єреванської державної консерваторії на відділення джаз-вокалу і закінчила її з червоним дипломом
Починаючи зі шкільних років, Наріне брала участь у пісенних фестивалях і конкурсах, що проходили по всьому світу. У 2007 році вона взяла участь у вірменському шоу "Ай Суперстар [hy] " (аналог британського "Поп Айдол "), де посіла 9 місце, в 2009 році — в міжнародному джазовому конкурсі «Дебют», в 2010 і 2011 роках — у відбіркових турах " Нової хвилі ".
У 2010 році в результаті співпраці з «Haik Solar & Arni Rock» з'явилася англомовна пісня «Beautiful Sunday», музика якої належить самій Наріне, а оформлення — лейблу. Композиція відразу ж стала хітом у Вірменії, і перший кліп співачки був знятий саме на цю пісню . Рік по тому на церемонії «Armenian Music Awards» номінована на звання «Новачок року» Довлатян виконала свою нову пісню «Look into my eyes».